# 佐賀県道219号基山停車場線
佐賀県道219号基山停車場線（さがけんどう219ごう きやまていしゃじょうせん）は、佐賀県三養基郡基山町を通る一般県道である。

## 概要
三養基郡基山町大字小倉から三養基郡基山町大字宮浦に至る。

### 路線データ
- 起点：佐賀県三養基郡基山町大字小倉（鹿児島本線・甘木鉄道甘木線基山駅前）
- 終点：佐賀県三養基郡基山町大字宮浦（佐賀県道・福岡県道137号基山平等寺筑紫野線交点）

## 地理

### 通過する自治体
- 三養基郡基山町

### 交差する道路
| 交差する道路                              | 交差する場所 | 交差する場所 |
| ----------------------------------------- | ------------ | ------------ |
| 佐賀県道・福岡県道137号基山平等寺筑紫野線 | 大字宮浦     | 終点         |

### 沿線
- JR九州鹿児島本線・甘木鉄道 基山駅